# André Rousset (physicien)
Pour les articles homonymes, voir André Rousset (prélat) et Rousset.
André Rousset (Lunel, 29 septembre 1930 - Paris, 1er juillet 2001) est un physicien expérimentateur dans le domaine des particules élémentaires. Polytechnicien (promotion 1951), ingénieur au corps des poudres, il entre au laboratoire de Louis Leprince-Ringuet à l’École polytechnique en 1955. Proche collaborateur d’André Lagarrigue dans ce laboratoire, il construit des chambres à bulles à liquide lourd bientôt en service dans des expériences auprès des accélérateurs du Centre d’Études Nucléaires de Saclay et du Centre Européen de Recherche Nucléaire de Genève (CERN). En 1969, il est engagé par le CERN pour diriger jusqu’en 1974 le programme de la grande chambre à bulles “Gargamelle” qui a permis en 1973 la découverte des courants neutres faibles, ouvrant la voie à l’unification des interactions électromagnétiques et faibles. De 1975 à 1995, André Rousset est conseiller scientifique à la Délégation Générale à la Recherche Scientifique et Technique (DGRST) et auprès de plusieurs ministres de la Défense, puis auprès du président de l’Aérospatiale. André Rousset a été professeur de Physique à l’École Nationale Supérieure des Mines de Paris de 1960 à 1998. Il est décédé à Paris le 1er juillet 2001.

## Biographie

### Formation secondaire et universitaire
André Rousset est né le 29 septembre 1930 à Lunel (Hérault). Il est le fils d’Auguste Rousset, professeur à l’université de Bordeaux et de Marie, née Yzombard. Il fait ses études secondaires au Lycée Longchamps de Bordeaux (aujourd’hui Lycée Montesquieu). Il entre à l’École polytechnique en 1951. Il en sort dans le corps de poudres. Pendant sa période d’ingénieur-élève, il complète son cursus universitaire (licences en mathématique, physique et chimie) et prend contact avec des physiciens du laboratoire de Louis Leprince-Ringuet, dont André Lagarrigue. Un stage à l’observatoire du Pic du Midi lui permet de s’initier aux technique de détection et d’identification des rayons cosmiques au moyen de deux chambres de Wilson superposées.

### Le chercheur
Détaché du corps des poudres, André Rousset entre au laboratoire de Louis Leprince-Ringuet en 1955 dans l’équipe du Pic du Midi, alors dirigée par Bernard Grégory, pour étudier la désintégration des particules “étranges” produites dans les interactions de rayons cosmiques. Il soutient sa thèse en 1958 sur la remontée de l’ionisation créée par une particule dans un gaz quand celle-ci devient relativiste. Dans son jury de thèse figurent Francis Perrin et Alfred Kastler.
À cette époque, de nouveaux accélérateurs sont en construction à Saclay (Saturne) et à Genève (le synchrotron à proton du CERN). Après sa thèse, André Rousset rejoint l’équipe qui se forme auprès d’André Lagarrigue pour développer une chambre à bulles, détecteur bien adapté aux expériences auprès des accélérateurs. Le groupe choisit d’utiliser un liquide “lourd” (du propane ou du fréon) plutôt que de l’hydrogène liquide comme dans la plupart des chambres à bulles de cette période. La cible (des noyaux lourds) est plus complexe mais le liquide permet de détecter les particules neutres, en particulier les photons de haute énergie (ou rayons γ).
André Rousset participe à la construction de 3 chambres : BP1 (pour bulles, propane) est un prototype de 4 litres, suivi rapidement par BP2 (20 litres) qui fonctionne à Saclay auprès de l’accélérateur Saturne, exposée à des mésons π − de 1 GeV. Mais c’est avec BP3 (300 litres) pourvue d’un aimant produisant un champ magnétique de 2 Tesla que le programme scientifique du groupe s’illustre par de nombreuses thèses, principalement sur les interactions faibles et électromagnétiques. La chambre est exposée aux faisceaux du CERN de 1960 à 1964, puis à ceux de Saturne de 1964 à 1967. L’équipe analyse également les photographies prises par la chambre à liquide lourd de la division “Nuclear Physics Apparatus” (NPA) du CERN dont le volume est le triple de celui de BP3.
En 1964, André Rousset est chercheur invité auprès de l’accélérateur de Brookhaven aux États-Unis où il étudie la production de résonances baryoniques. Cette même année, André Lagarrigue est nommé professeur à l’université d’Orsay et, à son retour, André Rousset lui succède comme sous-directeur du laboratoire de Louis Leprince-Ringuet. En 1963, le CERN commence à produire un faisceau de neutrinos, particules n’ayant que des interactions faibles. C’est en prenant connaissance des premiers résultats de deux détecteurs exposés à ce faisceau que naît, autour d’André Lagarrigue, d’André Rousset et de Paul Musset l’idée d’une très grande chambre à bulles à liquide lourd adaptée à la physique du neutrino.
Un premier projet préparé par une trentaine de physiciens et d’ingénieurs de la région parisienne est rédigé en août 1964 ; sur la suggestion de Louis Leprince-Ringuet, on lui donne le nom de “Gargamelle”, en référence aux géants de Rabelais. Financée en grande partie par le Commissariat à l’Énergie Atomique (CEA), construite sous la responsabilité de son département Saturne, le projet Gargamelle est accepté par le CERN en mars 1969.
En 1969, André Rousset est recruté par le CERN pour prendre la responsabilité du programme de physique de Gargamelle auquel participent environ 140 physiciens européens. Il dirige alors l’équipe du CERN dont les membres sont issus de l’ancien groupe NPA du CERN, des groupes d’Orsay et de l’École polytechnique et d’autres laboratoires européens. Les premières photographies d’interactions de neutrinos et d’antineutrinos dans Gargamelle remplie de fréon CF3Br sont prises dès Janvier 1971 ; elles sont analysées par 55 physiciens issus de 7 laboratoires européens.
Cette expérience montre dès le départ la présence d’un nombre conséquent d’interactions ne comportant ni muon, ni électron dans l’état final. Sont-elles produites par des neutrons secondaires ou par les neutrinos eux-mêmes via de nouveaux processus faibles appelés “courants neutres” qui ne s’étaient jamais manifestés dans les désintégrations des particules étranges ? Deux années d’analyse et de nouvelles prises de données ont été nécessaires pour se convaincre qu’il s’agissait bien de courants neutres. Dans ces discussions, André Rousset a joué un rôle central en développant des arguments statistiques très convaincants, appuyés sur des données, renforçant fortement les résultats de simulations. Il a exposé tous les aspects de cette expérience dans un livre Gargamelle et les courants neutres publié en 1995 aux Presses des Mines.
André Rousset dirige l’ensemble du programme Gargamelle jusqu’à l’été 1974 et reste ensuite en contact avec le CERN comme membre du Comité des Directives Scientifiques. En 1975, il organise à l’École polytechnique une conférence internationale sur la physique du neutrino où un hommage est rendu à André Lagarrigue décédé en janvier 1975. La découverte des courants neutres faibles à l’été 1973 a été récompensée par le prix de la Société Européenne de Physique attribué à la collaboration Gargamelle en 2019, 54 ans après le décès d’André Lagarrigue et 18 ans après celle d’André Rousset.

### Le professeur
En 1960, André Rousset est nommé professeur de physique générale à l’École Nationale Supérieure des Mines de Paris. Tout au long de son activité d’enseignant, jusqu’en 1998, il modernise régulièrement le programme de physique en donnant une forte priorité à la mécanique quantique pour couvrir l’ensemble des phénomènes fondamentaux. Il constitue une équipe d’enseignants pour compléter le cours du tronc commun par plusieurs cours spécialisés (atomes et lasers, physique du solide, physique nucléaire).

### Le conseiller scientifique
De 1975 à 1980, André Rousset est conseiller scientifique du Délégué Général à la Recherche Scientifique et Technique (DGRST), Hubert Curien puis Bernard Grégory. Son domaine couvre la physique et les relations avec le CEA. À cette époque, plusieurs théories de “grande unification” des interactions fondamentales prédisent que le proton peut être instable mais qu’il faut scruter au moins mille tonnes de matière protégée du rayonnement cosmique pour mettre en évidence sa désintégration. Le tunnel du Fréjus entre Modane et Bardonnechia est alors en fin d’excavation.
En 1980, André Rousset obtient 0,5 MF du fonds de recherche de la DGRST pour financer le creusement d’une première cavité d’accès à un futur laboratoire souterrain avant l’ouverture du tunnel à la circulation routière. Le Laboratoire Souterrain de Modane, qui a pu ainsi être complètement creusé et aménagé sans gêner cette circulation, est inauguré en décembre 1983, abritant un détecteur protégé par 2000 m de roches pour la recherche d’une possible désintégration du nucléon et l’étude des neutrinos atmosphériques.
Ce laboratoire est toujours en service et abrite des expériences qui doivent être protégées du rayonnement cosmique ou qui nécessitent un environnement de très basse radioactivité.
Avec le soutien de Pierre Aigrain, secrétaire d’État à la recherche, André Rousset conduit également l’implantation à l’École polytechnique d’un très gros calculateur CRAY 1, mis à la disposition de plusieurs utilisateurs dont le CNRS, la météorologie nationale et l’ONERA.
De 1980 à 1986, André Rousset est conseiller scientifique de 6 ministres de la Défense Nationale et membre du Comité de la Recherche Scientifique et Technique (CRST) de ce ministère. Il est à ce titre l’initiateur des colloques “Science et Défense”.
De 1986 à 1995, il est conseiller scientifique du président de l’Aérospatiale. Il est membre de l’Académie de l’Air et de l’Espace (AAE) jusqu’en 1998.

## Distinctions
- Chevalier de l’Ordre National du Mérite
- Officier des Palmes Académiques

## Publications
Articles liés à la découverte des courants neutres faibles, parus dans des revues scientifiques ou comptes-rendus de conférences internationales :  
- “Search for elastic muon-neutrino electron scattering”: F.J. Hasert et al., Phys. Lett. 46B (1973) 121[5].
- “Observation of neutrino-like interactions without muon or electron in the Gargamelle neutrino experiment”: F.J. Hasert et al., Phys. Lett. 46B (1973) 138[6].
- “The Gargamelle program”, International Conference on Neutral Currents: Twenty Years Later, Paris (1993), p.17, éditions World Scientific[7].

Livres : 
- Les nouvelles frontières de la connaissance, Ellipses (1993)[8].
- Gargamelle et les courants neutres, Presses des Mines (1995)[4].
- À la recherche de Dieu, l’approche d’un physicien, Éditions du Dauphin (1996)[9].
- Des physiciens de A à Z (en collaboration avec Jules Six), Ellipses (2000)[10].
- Faut-il brûler la Science ?, Ellipses (2001)[11].